# 日本の映画プロデューサー一覧
日本の映画プロデューサー一覧 (にほんのえいがプロデューサーいちらん) は、Wikipedia日本語版に存在する日本の映画プロデューサーを一覧にしたものである。

## あ行
- 相原英雄
- 赤松亮
- 芥川保志
- 阿部秀司
- 天野和人
- 荒木美也子
- 安藤親広
- 池田史嗣
- 石垣直哉
- 石塚慶生
- 石原隆
- 磯山晶
- 市川幸嗣
- 市川久夫
- 市川南
- 一瀬隆重
- 井上伸一郎
- 井上文雄
- 臼井裕詞
- 宇田充
- 大多亮
- 大澤一生
- 大塚泰之
- 岡田茂
- 岡田有正
- 岡部淳也
- 奥田誠治
- 小口禎三
- 奥山和由
- 小川勝広
- 小川真司
- 小川三喜雄
- 小椋悟

## か行
- 樫野孝人
- KAZUAKI
- 角川春樹
- 角川歴彦
- 亀山千広
- 川崎多津也
- 川村元気
- 神吉良輔
- 片岡公生
- 木村俊樹
- 久保雅一
- 久保田修
- 久保田傑
- 蔵本憲昭
- 倉谷宣緒
- 源田泰章
- 小岩井宏悦
- 公野勉
- 神品信市
- 古賀俊輔
- 小林良二
- 小浜圭太郎

## さ行
- 坂本忠久
- 佐々木史朗
- 椎名保
- 俊藤浩滋
- 白岩久弥
- 白倉伸一郎
- 白川洋次郎
- 杉澤修一
- 鈴木清 (映画監督)
- 鈴木敏夫
- 鈴木嘉弘
- 鈴木ゆたか
- 関口大輔
- 仙頭武則

## た行
- 高橋昌志
- 高橋紀成
- 竹本克明
- 田中雄之
- 田中友幸
- 千葉真一
- 都鳥伸也
- 都鳥拓也
- 冨永理生子
- 富山省吾

## な行
- 中林千賀子
- 中島源太郎
- 永田雅一
- 永田守
- 西垣健作
- 西崎義展
- 西村大志
- 根岸寛一

## は行
- 船原長生
- 伴野智
- 濱名一哉
- 早川敬之
- 原田泉
- 原正人
- 林昭宏
- 福島聡司
- 藤村哲哉
- 藤本真澄
- 葉七はなこ

## ま行
- 間瀬泰宏
- 前信介
- 前田茂司
- 水之江滝子
- 湊谷恭史
- 宮川朋之
- 三宅はるえ
- 宮平貴子
- 村岡克彦
- 森井輝
- 森谷雄

## や・ら・わ行
- 安岡卓治
- 山本又一朗
- 吉田多喜男
- 李鳳宇
- 若松孝二
- 渡辺栄二
- 和田行